# 2022년 동계 올림픽 스피드스케이팅 남자 500m
2022년 동계 올림픽 스피드스케이팅 남자 500m 경기는 2022년 2월 12일 중화인민공화국 베이징 국가 스피드 스케이팅 체육장에서 열렸다. 경기 결과 지난 대회 동메달을 차지한 중국의 가오팅위가 올림픽 신기록을 세우며 우승하였고, 대한민국의 차민규가 지난 대회에 이어 2연속으로 은메달을 차지했다. 동메달은 일본의 모리시게 와타루가 가져갔으며 이번이 올림픽 첫 메달이다.
지난 대회 우승자는 노르웨이의 호바르 홀메피오르 로렌첸으로 현재 올림픽 기록 보유자이며 이번 대회에도 출전한다. 2021년 세계 종목별 스피드스케이팅 선수권 대회 500m에서는 캐나다의 로랑 뒤브뢰유가 우승을 차지했으며, 2위는 세계신기록 보유자인 러시아의 파벨 쿨리즈니코프가 회득하였다. 뒤브뢰유는 올림픽 직전 2021-22년 ISU 스피드스케이팅 월드컵 500m 종목의 8차례 경기에서도 선두를 달렸으며, 모리시게 와타루, 신하마 다쓰야가 뒤를 이었다. 뒤브뢰유는 2021년 12월 10일 캘거리에서 33.77의 시즌 최고기록을 달성했다.
5조의 조던 스톨즈가 처음으로 35초 미만의 기록을 세우며 선두로 올라섰고, 7조의 가오팅위가 34초 32의 기록으로 올림픽 신기록을 세웠다. 10조의 차민규는 가오팅위의 기록에서 불과 0.07초차로 2위에 올랐으며, 14조의 모리시게가 3위에 올랐다. 강력한 우승 후보로 여겨졌던 캐나다의 뒤브뢰유는 비디오 판독 결과 모리시게의 기록보다 0.02초차 뒤진 기록으로 메달권 밖에 머물렀다.

## 예선
남자 500m에는 총 30명의 선수가 진출할 수 있으며, 한 국가당 최대 3명까지 출전하도록 되어 있다. 2021-22 ISU 스피드스케이팅 월드컵에서 상위 20위에 오른 선수들이 우선 출전권을 부여받고, 나머지 출전권을 부여받지 못한 선수들의 순위를 따져 상위 10위까지 부여하게 된다. 선수 3명을 모두 내보내는 국가는 월드컵 랭킹만을 기준으로 선정하게 된다.
2021년 7월 1일 올림픽 출전 기준기록이 발표되었는데 35초 70으로, 지난 2018년 평창 때와 동일했다. 각 선수들은 국제빙상연맹 (ISU)이 공인한 대회에 출전해 해당 기록을 달성해야 하며, 기한은 2021년 7월 1일부터 2022년 1월 16일까지이다.

## 기록
경기가 열리기 전의 세계 기록과 올림픽 기록, 트랙 레코드는 다음과 같다.
| 유형 | 선수                           | 기록  | 장소                | 날짜            |
| ---- | ------------------------------ | ----- | ------------------- | --------------- |
|      | 파벨 쿨리즈니코프 (RUS)        | 33.61 | 미국 솔트레이크시티 | 2019년 3월 9일  |
|      | 호바르 홀메피오르 로렌첸 (NOR) | 34.41 | 대한민국 강릉시     | 2018년 2월 19일 |

이번 대회에서 다음과 같은 올림픽 신기록이 세워졌다.
| 날짜    | 조   | 선수     | 국가           | 기록  | 유형   |
| ------- | ---- | -------- | -------------- | ----- | ------ |
| 2월 7일 | 10조 | 가오팅위 | 중화인민공화국 | 34.32 | OR, TR |

## 결과
| 순위 | 조 | 레인 | 이름                     | 국가                 | 시간   | 차이  | 비고 |
| ---- | -- | ---- | ------------------------ | -------------------- | ------ | ----- | ---- |
| 1    | 7  | I    | 가오팅위                 | 중화인민공화국       | 34.32  | —     | OR   |
| 2    | 10 | O    | 차민규                   | 대한민국             | 34.39  | +0.07 |      |
| 3    | 14 | O    | 모리시게 와타루          | 일본                 | 34.50  | +0.17 |      |
| 4    | 12 | O    | 피오트르 미할스키        | 폴란드               | 34.522 | +0.20 |      |
| 5    | 15 | I    | 로랑 뒤브뢰유            | 캐나다               | 34.524 | +0.20 |      |
| 6    | 11 | I    | 김준호                   | 대한민국             | 34.54  | +0.22 |      |
| 7    | 13 | O    | 아르툠 아레피예프        | 러시아 올림픽 위원회 | 34.56  | +0.24 |      |
| 8    | 13 | I    | 무라카미 유마            | 일본                 | 34.57  | +0.25 |      |
| 9    | 14 | I    | 빅토르 무시타코프        | 러시아 올림픽 위원회 | 34.60  | +0.28 |      |
| 10   | 9  | I    | 루슬란 무라쇼프          | 러시아 올림픽 위원회 | 34.63  | +0.31 |      |
| 11   | 7  | O    | 다미안 주레크            | 폴란드               | 34.734 | +0.41 |      |
| 12   | 8  | O    | 메레인 스헤페르캄프      | 네덜란드             | 34.736 | +0.41 |      |
| 13   | 5  | O    | 조던 스톨즈              | 미국                 | 34.85  | +0.53 |      |
| 14   | 9  | O    | 카이 페르베이            | 네덜란드             | 34.87  | +0.55 |      |
| 15   | 11 | O    | 호바르 홀메피오르 로렌첸 | 노르웨이             | 34.921 | +0.60 |      |
| 16   | 10 | I    | 마레크 카니아            | 폴란드               | 34.928 | +0.60 |      |
| 17   | 5  | I    | 비에른 망누센            | 노르웨이             | 34.96  | +0.64 |      |
| 18   | 3  | I    | 토마스 크롤              | 네덜란드             | 35.06  | +0.74 |      |
| 19   | 3  | O    | 제프리 로사넬리          | 이탈리아             | 35.08  | +0.76 |      |
| 20   | 15 | O    | 신하마 다쓰야            | 일본                 | 35.12  | +0.80 |      |
| 21   | 4  | I    | 길모어 주니오            | 캐나다               | 35.162 | +0.84 |      |
| 22   | 8  | I    | 양타오                   | 중화인민공화국       | 35.162 | +0.84 |      |
| 23   | 4  | O    | 다비드 보사              | 이탈리아             | 35.168 | +0.84 |      |
| 24   | 6  | I    | 마르텐 리브              | 에스토니아           | 35.26  | +0.94 |      |
| 25   | 2  | O    | 코널리어스 커스턴        | 영국                 | 35.36  | +1.04 |      |
| 26   | 6  | O    | 요엘 두프터              | 독일                 | 35.37  | +1.05 |      |
| 27   | 1  | O    | 오스틴 클레바            | 미국                 | 35.41  | +1.08 |      |
| 28   | 2  | I    | 이반 아르자니코프        | 카자흐스탄           | 35.82  | +1.50 |      |
| 29   | 1  | I    | 앙투안 젤리나볼리외      | 캐나다               | 35.84  | +1.52 |      |
| 30   | 12 | I    | 이그나트 골로바튜크      | 벨라루스             | 37.05  | +2.73 |      |

- i : 안쪽 레인(인 코스)에서 출발.
- o : 바깥쪽 레인(아웃 코스)에서 출발.

## 범례
|  | 세계 신기록                  |  |                   | 아프리카 신기록 |                      | Q | 예선 통과 |
|  | 올림픽 신기록                |  | 북아메리카 신기록 | DNS             | 경기를 시작하지 않음 |   |           |
|  |                              |  | 아시아 신기록     | DNF             | 경기를 마치지 않음   |   |           |
|  | 국가 신기록                  |  | 유럽 신기록       | DSQ             | 실격                 |   |           |
|  | 개인 최고 기록 (개인 신기록) |  | 오세아니아 신기록 | WD              | 기권                 |   |           |
|  | 시즌 최고 기록 (시즌 신기록) |  | 남아메리카 신기록 | NM              | 기록 없음            |   |           |